# Lives Outgrown
Lives Outgrown — дебютний сольний студійний альбом англійської музикантки Бет Гіббонс, випущений 17 травня 2024 року лейблом Domino Recording Company. Продюсерами альбому виступили Гіббонс, Джеймс Форд та Лі Гарріс. Виходу альбому передували сингли «Floating on a Moment» та «Reaching Out». Альбом отримав переважну більшість позитивних відгуків від критиків.

## Історія створення та композиція
Гіббонс писала альбом протягом десяти років, його теми включають «материнство, тривогу, менопаузу і смертність». Гіббонс сказала, що на створення альбому безпосередньо вплинули смерті сім'ї та друзів за попередні кілька років, і вона «зрозуміла, на що схоже життя без надії».

## Відгуки критиків
Lives Outgrown отримав 89 балів зі 100 на агрегаторі рецензій Metacritic на основі рецензій 11 критиків, які сайт відніс до категорії «загальне визнання». Uncut вважає, що «Lives Outgrown — це зовсім інша перспектива, ніж попередні роботи Гіббонс — більш інтимна, більш особиста, забарвлена горем і прощаннями, які вона пережила останніми роками. Але все ще можна знайти нитку, яка тягнеться звідси до Out of Season і назад до Portishead». The Wire назвав його «позачасовим і виваженим» і «повним, але все ще складним портретом перетину горя і життя», а Mojo написав, що хоча «все це може здатися похмурим [, …] Lives Outgrown також дуже красивий».
Патрік Гембл з The Skinny описав альбом як «моторошну колекцію пісень-смолоскипів», а також як «запис про відхід і перехід до нової рівноваги». Чарльз Лайонс-Берт зі Slant Magazine сказав, що він «продовжує тему альбому Portishead 2008 року, Third, з багатою на деталі оркестровою камерною попмузикою, що підкріплює приголомшливе дослідження старіння і горя», яке «настільки ж захоплююче, наскільки і руйнівне». Джонні Джонстон з Record Collector зробив висновок, що Lives Outgrown — це «альбом, в який можна глибоко закохатися. Якщо ви дозволите йому це зробити, ці пісні огорнуть вашу душу».
Рецензуючи альбом для AllMusic Хізер Фарес описала його як такий, що «насичений емоційними та фізичними реаліями життя, достатньо довгого, щоб принести життя у світ і побачити, як воно зникає», і зробила висновок, що «Lives Outgrown показує, що музика Гіббонс з роками стає тільки багатшою». Алексіс Петрідіс з The Guardian також підкреслив рівень зростання, відображений в альбомі: «Послання з похмурих моментів середнього віку, Lives Outgrown іноді складний, часто красивий і незмінно захоплюючий». Тим часом Бен Кардью з Pitchfork відзначив еклектичність музики Гіббонс: «Вибір лівого поля підкреслює сміливий і ледь помітно незвичайний характер альбому Гіббонс, яка приховує свою ексцентричність за своїм безсмертним голосом і співчутливою ліричною проникливістю».

## Список пісень
Автор слів Бет Гіббонс. 
| #     | Назва                       | Автор музики          | Тривалість |
| ----- | --------------------------- | --------------------- | ---------- |
| 1.    | «Tell Me Who You Are Today» | Бет Гіббонс Лі Гарріс | 3:55       |
| 2.    | «Floating on a Moment»      | Гіббонс               | 5:26       |
| 3.    | «Burden of Life»            | Гіббонс Гарріс        | 3:35       |
| 4.    | «Lost Changes»              | Гіббонс               | 5:41       |
| 5.    | «Rewind»                    | Гіббонс Гарріс        | 4:47       |
| 6.    | «Reaching Out»              | Гіббонс               | 4:15       |
| 7.    | «Oceans»                    | Гіббонс               | 3:43       |
| 8.    | «For Sale»                  | Гіббонс               | 4:25       |
| 9.    | «Beyond the Sun»            | Гіббонс Гарріс        | 3:54       |
| 10.   | «Whispering Love»           | Гіббонс               | 6:10       |
| 45:51 |                             |                       |            |

## Персоналії
- Бет Гіббонс — вокал, продюсування, зведення (всі треки); звукорежисерка (треки 1, 3–10), аранжування (3, 8, 9)
- Джеймс Форд — продюсування, зведення, звукорежисер (всі треки); аранжування (треки 3, 8)
- Бріджит Семюелс — аранжування (треки 1, 3)

## Чарти
| Чарт (2024)                                  | Найвища позиція |
| -------------------------------------------- | --------------- |
| Australian Albums (ARIA)                     | 50              |
| Бельгія Belgian Albums (Ultratop Flanders)   | 11              |
| Бельгія Belgian Albums (Ultratop Wallonia)   | 4               |
| Нідерланди Dutch Albums (MegaCharts)         | 14              |
| Німеччина German Albums (Offizielle Top 100) | 5               |
| Ірландія Irish Albums (IRMA)                 | 96              |
| Italian Albums (FIMI)                        | 69              |
| Japanese Hot Albums (Billboard Japan)        | 67              |
| New Zealand Albums (RMNZ)                    | 37              |
| Шотландія Scottish Albums (OCC)              | 4               |
| Swedish Physical Albums (Sverigetopplistan)  | 14              |
| Велика Британія UK Albums (OCC)              | 7               |
| Велика Британія UK Independent Albums (OCC)  | 1               |